# El viaje a Reims
El viaje a Reims (título original en italiano, Il viaggio a Reims) es una ópera bufa, originalmente representada en tres actos, con música de Gioacchino Rossini y libreto en italiano de Luigi Balocchi, que a su vez estaba basado en parte en Corinne, ou L'Italie de Madame de Staël. En la versión crítica moderna se subtitula sin embargo drama jocoso en un acto. El título completo es Il viaggio a Reims, ossia L'albergo del giglio d'oro (esto es, "El viaje a Reims, o el Hotel de la flor de lis de oro").
La última ópera de Rossini en idioma italiano (todas sus obras posteriores fueron en francés) se estrenó con el título Le voyage à Reims, ou l'Hôtel du Lys-d'Or. Fue un encargo para conmemorar la coronación del rey francés Carlos X en Reims en 1825 y ha sido aclamada como una de las mejores composiciones de Rossini. Una obra exigente, requiere 14 solistas (tres sopranos, una contralto, dos tenores, cuatro barítonos y cuatro bajos). En su estreno, fue cantada por las mejores voces de la época.
Dado que la ópera fue escrita para una ocasión específica, con una trama sobre aristócratas europeos, oficiales - y una poetisa - en camino para unirse en las festividades de la coronación francesa para la que fue compuesta la ópera, Rossini nunca pretendió que tuviera una vida más allá de unas pocas representaciones en París. Más adelante usó alrededor de la mitad de la música en Le comte Ory.
El viaje a Reims no tiene una obertura. Desde 1936 se interpretó como tal una pieza supuestamente encontrada, que en realidad es un derivado del ballet perteneciente a la ópera Le Siège de Corinthe (1826),. Se publicó en Milán, en 1938, en una revisión de Giuseppe Piccioli, que fue estrenada en el Teatro de La Scala, el 5 de noviembre de 1938, dirigida por Richard Strauss. Más tarde fue grabada repetidamente como la supuesta obertura de El viaje a Reims, hasta que en la definitiva versión de la ópera, quedó excluida dicha pieza.
Entre los números más destacables está sin duda el gran concertante a catorce voces con el que se señala el nudo central de la trama. En él Rossini lleva al extremo su habilidad para concertar todas las voces del elenco en el momento de estupor general.

## Historia de las representaciones
El viaje a Reims fue estrenada en el Théâtre Italien de París el 19 de junio de 1825, con Giuditta Pasta como Corinna como parte de las celebraciones por la coronación del rey Carlos X de Francia en 1825. Se hicieron solo cuatro representaciones.
Las diferentes partes del manuscrito, que se suponían perdidas, fueron encontradas en 1977 en la Biblioteca del Conservatorio de Santa Cecilia de Roma. En 1983 fue reensamblado y revisado por la musicóloga Janet Johnson y, en un solo acto, se representó nuevamente, luego de más de ciento cincuenta años en el Festival de Pésaro el 18 de agosto de 1984 bajo la dirección de Claudio Abbado y escénicamente por Luca Ronconi. El elenco incluyó a Francisco Araiza, Lella Cuberli, Enzo Dara, Cecilia Gasdia, Eduardo Giménez, William Matteuzzi, Leo Nucci, Ruggero Raimondi, Samuel Ramey, Katia Ricciarelli y Lucia Valentini Terrani.
Le siguieron otras representaciones. El estreno estadounidense se dio el 14 de junio de 1986 por el Teatro de Ópera de Saint Louis en el Teatro Loretto-Hilton en St. Louis (Misuri), con dirección escénica de Colin Graham y el director de orquesta Richard Buckley.  En 1992, la Royal Opera de Londres dio varias representaciones: Carlo Rizzi dirigiendo, y el elenco incluyó a Montserrat Caballé, Renée Fleming, Sylvia McNair, John Aler y Andrew Shore. En España se estrenó en 2000, en el Palacio da Ópera de La Coruña. En Helsinki, el 9 de enero de 2003, la ópera fue dirigida escénicamente por Darío Fo con el director de orquesta Pietro Rizzo. En noviembre de 2005 hubo otra producción en Montecarlo, con un reparto que incluía a June Anderson, Raùl Giménez, Rockwell Blake y Ruggero Raimondi. La Ópera Estatal de Viena produjo la ópera en su Festival Rossini dirigida por Claudio Abbado, con Montserrat Caballé y de nuevo Ruggero Raimondi. La ÓPera Kirov lo representó en el Kennedy Center en Washington, D. C. en enero de 2007. La obra fue producida en Tel Aviv por la Ópera de Israel en noviembre de 2007. El estreno africano fue presentado por la Universidad de Ciudad del Cabo en colaboración con la Ópera de la ciudad de Ciudad del Cabo en 2010. El estreno sudamericano se realizó en Argentina, el 17 de julio de 2011, en el Teatro Argentino de La Plata, bajo la dirección musical de Sergio Monterisi y dirección escénica de Emilio Sagi. En 2016, la Ópera de Bellas Artes de México escenificó por primera vez en este país una nueva producción de esta ópera, con dirección escénica de Carlos Corona y dirección musical de Iván López Reynoso.
Esta ópera sigue en el repertorio, aunque no está entre las más representadas; en las estadísticas de Operabase aparece la n.º 83 de las cien óperas más representadas en el período 2005-2010, siendo la 33.ª en Italia y la cuarta de Rossini, con 48 representaciones.

## Personajes
| Personaje                                                   | Tesitura     | Reparto el 19 de junio de 1825 Director: Giacchino Rossini |
| ----------------------------------------------------------- | ------------ | ---------------------------------------------------------- |
| Corinna (poetisa romana)                                    | soprano      | Giuditta Pasta                                             |
| Melibea ( marquesa polaca)                                  | mezzosoprano | Adelaide Schiassetti                                       |
| Condesa de Folleville (aristócrata viuda)                   | soprano      | Laure Cinti-Damoreau                                       |
| Señora Cortese (propietaria del balneario)                  | soprano      | Ester Mombelli                                             |
| Belfiore (oficial del ejército francés)                     | tenor        | Domenico Donzelli                                          |
| Conde de Libenskof (aristócrata ruso, enamorado de Melibea) | tenor        | Marco Bordogni                                             |
| Barón Trombonok (aristócrata alemán)                        | bajo         | Vincenzo Graziani                                          |
| Lord Sydney (coronel inglés, enamorado de Corinna)          | bajo         | Carlo Zucchelli                                            |
| Don Profundo (anticuario italiano)                          | bajo         | Felice Pellegrini                                          |
| Don Álvaro (grande de España, enamorado de Melibea)         | bajo         | Nicolas Levasseur                                          |
| Don Prudencio (médico del balneario)                        | bajo         | Luigi Profeti                                              |
| Don Luigino (primo de Folleville)                           | barítono     | Piero Scudo                                                |
| Delia (amiga de Corinna)                                    | soprano      | María Amigo                                                |
| Maddalena (ama de llaves del balneario)                     | mezzosoprano | Caterina Rossi                                             |
| Modestina (doncella de Folleville)                          | mezzosoprano | Marietta Dotti                                             |
| Zeferino (un cartero)                                       | tenor        | Giovanola                                                  |
| Antonio (criado del balneario)                              | barítono     | Auletta                                                    |
| Gelsomino (camarero del balneario)                          | tenor        | Trévaux                                                    |
| Empleados del balneario, turistas, etc.                     |              |                                                            |

## Argumento
Lugar: Hotel balneario "El lirio de oro" en Plombières-les-Bains de Francia
Época: 1825

### Acto I
Escena 1: Introducción
La posadera Maddalena está descontenta con los preparativos realizados por los sirvientes para la llegada de la gente importante que está viajando a Reims para la coronación de Carlos X de Francia. ("Presto, presto... su, corraggio")  Los sirvientes rechazan sus afirmaciones.  El doctor del hotel, Don Prudenzio, anuncia que, debido a las llegadas próximas, el negocio normal en el balneario será suspendido. Los huéspedes del balneario se alegran y marchan. Comprueba con Antonio que se han seguido sus instrucciones sobre las comidas necesarias para los visitantes.
Madame Cortese, la propietaria del hotel, aparece. Lamenta que no podrá acudir a la coronación ("Di vaghi raggi adorno"), pero está deseando mostrar el hotel a los visitantes con la esperanza de que volverán algún día a tomar las aguas. Requiere especialmente que todo el mundo sea entusiasta sobre cada uno de los intereses específicos de los viajeros. Todo el mundo está de acuerdo, y se queda a solas.
Escena 2: Llegada de la condesa de Folleville
La condesa llama a su doncella, Modestina, y Madame Cortese va en su busca. Modestina aparece, y la condesa, preocupada porque su ropa todavía no ha llegado, pregunta por qué no ha habido una respuesta a una carta que ella había enviado.  Modestina había confiado la carta al primo de la condesa, Don Luigino, quien inmediatamente llega para decir que la diligencia que había alquilado para llevar las cajas había tenido un accidente en el camino.  La condesa se desmaya y Don Luigino pide ayuda.
Maddalena, Antonio, Don Prudenzio y los sirvientes llegan, junto con el barón Trombonok.  Don Prudenzio y el barón discuten sobre cómo resucitar a la condesa, pero ella se recobra lo suficiente para lamentar la pérdida de sus ropas. ("Partir, o ciel! desio")  Sin embargo, cuando aparece Modestina con una gran caja que contiene un bello sombrero de París, ella se alegra de que este al menos se haya salvado del accidente. ("Che miro! Ah! Quel sorpresa!")  Todo el mundo sonríe ante este repentino giro de los acontecimientos, y todos salvo Antonio y el barón, se marchan.
Escena 3: Sexteto
Después de ponerse de acuerdo con el barón en los preparativos para la marcha del grupo por la tarde, Antonio se marcha. El barón no puede evitar reírse de la repentina recuperación de la condesa y de la locura del mundo en general. Se le unen Don Profondo, Don Álvaro, la marquesa Melibea, el conde Libenskof. Queda claro que Don Álvaro y el conde son rivales por el afecto de la marquesa. Todos esperan a los nuevos caballos que serán necesarios para seguir el viaje, pero Madame Cortese, quien ahora llega, dice que ella no puede entender por qué no han llegado.  Álvaro y Libenskof discuten, las damas están alarmadas, y el barón y Don Profondo se entretienen por la idiotez de los amantes. ("Non pavento alcun periglio")
Se oye un preludio de arpa, y la poetisa Corinna canta fuera del escenario sobre el amor fraternal, para placer de todo el mundo. ("Arpa gentil")

### Acto II
Escena 1: Aria de Lord Sidney
Madame Cortese aún está esperando el regreso de su sirviente Gelsomino con noticias de los caballos.   Lord Sidney se acerca, y ella se lamenta de su poca disposición de acercarse a Corinna quien, ella está segura, corresponde a su amor.
Sidney, a solas, lamenta su situación. ("Invan strappar dal core") Su ánimo se levanta cuando las chicas cantan alabando a Corinna entran con flores, pero luego él está perturbado por las extrañas peticiones de Don Profondo de información sobre la ubicación de las antigüedades y se marchan.
Escena 2: Dúo de Corinna con el caballero Belfiore
A Profondo se le une Corinna y su compañero Delia.  Corinna pregunta cuándo se va a ir el grupo, y él y Delia dejan a Corinna a solas mientras ellos se marchan a ver si los caballos han llegado.
A Corinna se le une el Caballero, quien declara su amor. ("Nel suo divin sembiante")  Ella queda sorprendida y lo rechaza. El Caballero retrocede, esperando intentarlo de nuevo después, y Corinna vuelve a su habitación.
Escena 3: Aria de Don Profondo
Don Profondo, quien ha visto al Caballero con Corinna, refleja que la condesa sacará los ojos del Caballero si ella descubre lo que está haciendo. Luego vuelve su atención a enumerar los efectos de sus compañeros viajeros (tal como ha pedido el barón), señalando que sus posesiones tienden a resumir cada una las características de sus naciones. ("Medaglie incomparabili") Está deseando la próxima partida.
Aparece la condesa, buscando al Caballero. No está contenta cuando Don Profondo le dice que está rcibiendo una lección de poesía.  Don Álvaro y el conde Libenskof se unen a ellos, preguntando por los caballos, y el barón, también, aparece, pareciendo angustiado.  ¿Qué ha ocurrido?  El resto de los viajeros llegan, y el barón presenta al correo Zefirino, quien está obligado a relatar que no se pueden conseguir caballos en ningún sitio, ni siquiera con dinero contante y sonante. ¡No habrá ningún viaje a Reims para la coronación!
Escena 4: Gran conjunto concertado para 14 voces
Todo el mundo está horrorizado. ("Ah! A tal colpo inaspettato")  Pero aparece Madame Cortese con una carta de París.  Don Profondo la lee en alto:  el rey regresará de Reims en unos pocos días y habrá grandes festividades.  Cualquiera que sea incapaz de llegar a Reims será consolado por un espectáculo aún más bello.  La condesa se adelanta para invitar a toda la compañía a su casa de París para las celebraciones. Una diligencia los llevará al día siguiente, pero mientras tanto un gran banquete, con invitaciones al público, se celebrará en el Lirio dorado, pagado con el dinero que se gastaría en la coronación. Cualquier dinero que quede se dará a los pobres.

### Acto III
Escena 1: Dúo para el conde y la marquesa
Cuando todo el mundo se ha ido, el Barón logra reconciliar al celoso Conde de Libenskof con la Marquesa Melibea. El Conde pide perdón a la Marquesa por su falta de confianza. Ella lo perdona y se restaura la armonía. ("D'alma celeste, oh Dio!")
Se marchan y la escena se cambia al jardín del hotel.  Antonio y Maddalena aseguran que todo está preparado para el banquete. El barón ha comprometido una compañía de viaje para proporcionar entretenimiento con canto y baile.
Escena 2: Finale
Después del coro inicial ("L'allegria è un sommo bene"), el barón presenta una serie de breves canciones nacionales cantadas por cada uno de los viajeros, algunas de ellos musicadas con melodías bien conocidas ("Gott erhalte Franz den Kaiser" y "God Save the King"), y terminando con, primero, un himno francés (en alabanza de la Duquesa de Berry) cantada por la Condesa Folleville y el Chevalier Belfiore, luego un rústico dúo tirolés para Madame Cortese y Don Profondo, y finalmente un solo improvisado para Corinna en uno de los diversos temas, mayormente franceses, sugeridos por cada viajero y extraídos de una urna. El tema ganador resulta ser, de manera bastante apropiada, "Carlos X, rey de Francia".  La ópera termina con bailes y coros ("Viva il diletto augusto regnator" con la melodía de la Marche Henri IV).

## Discografía seleccionada
| Año  | Elenco (Corinna, Melibea, Folleville, Cortese, Belfiore, Libenskof, Sidney, Profundo, Trombonok, Álvaro)                                                                           | Director        | Sello discográfico           |
| ---- | --- | --------------- | ---------------------------- |
| 1984 | Cecilia Gasdia, Lucia Valentini Terrani, Lella Cuberli, Katia Ricciarelli, Eduardo Giménez, Francisco Araiza, Samuel Ramey, Ruggero Raimondi, Enzo Dara, Leo Nucci                 | Claudio Abbado  | Deutsche Grammophon          |
| 1988 | Cecilia Gasdia, Lucia Valentini Terrani, Lella Cuberli, Montserrat Caballé, Frank Lopardo, Chris Merritt, Samuel Ramey, Ruggero Raimondi, Enzo Dara, Carlos Chausson               | Claudio Abbado  |                              |
| 1992 | Sylvia McNair, Lucia Valentini Terrani, Luciana Serra, Cheryl Studer, Raul Giménez, William Matteuzzi, Samuel Ramey, Ruggero Raimondi, Enzo Dara, Lucio Gallo                      | Claudio Abbado  | Sony Classical               |
| 1999 | Elizabeth Norberg-Schulz, Enkelejda Shkosa, Eva Mei, Valeria Esposito, Antonino Siragusa, Juan Diego Flórez, Michele Pertusi, Nicola Ulivieri, Bruno Praticò, Roberto Frontali     | Daniele Gatti   | Charles Handelman-Live Opera |
| 2005 | Inva Mula, Sara Mingardo, Patrizia Ciofi, June Anderson, Raúl Giménez, Rockwell Blake, Marco Vinco, Ruggero Raimondi, Filippo Morace, Manuel Lanza                                 | Maurizio Benini |                              |
| 2009 | Patrizia Ciofi, Daniela Barcellona, Annick Massis, Carmela Remigio, Juan Francisco Gatell, Dmitry Korchak, Alastair Miles, Nicola Ulivieri, Bruno Praticò, Fabio Maria Capitanucci | Ottavio Dantone | Premiere Opera Ltd.          |